# Pine County
Das Pine County ist ein County im US-amerikanischen Bundesstaat Minnesota. Im Jahr 2020 hatte das County 28.876 Einwohner und eine Bevölkerungsdichte von 7,9 Einwohnern pro Quadratkilometer. Der Verwaltungssitz (County Seat) ist Pine City.
Teile der Fond du Lac Reservation, ein Indianerreservat der Anishinabe, liegen im Pine County.

## Geografie
Das County liegt im Osten von Minnesota und grenzt im Osten an Wisconsin, von dem es im Südosten durch den St. Croix River getrennt ist. In nordöstlicher Richtung liegt die etwa 30 km entfernte Südspitze des Lake Superior, dem westlichsten der Großen Seen. Das Pine County hat eine Fläche von 3716 Quadratkilometern, wovon 61 Quadratkilometer Wasserfläche sind. Es grenzt an folgende Nachbarcountys:
| Aitkin County  | Carlton County | Douglas County (Wisconsin) |
| Kanabec County |                | Burnett County (Wisconsin) |
| Isanti County  | Chisago County |                            |

## Geschichte
Das Pine County wurde am 1. März 1856 aus Teilen des Chisago County und des Ramsey County gebildet. Benannt wurde es nach den hier wachsenden Kiefern.
Ein Ort im Pine County hat den Status einer National Historic Landmark, die St. Croix Recreational Demonstration Area. 23 Bauwerke und Stätten des Countys sind insgesamt im National Register of Historic Places eingetragen (Stand 31. Januar 2018).

## Demografische Daten

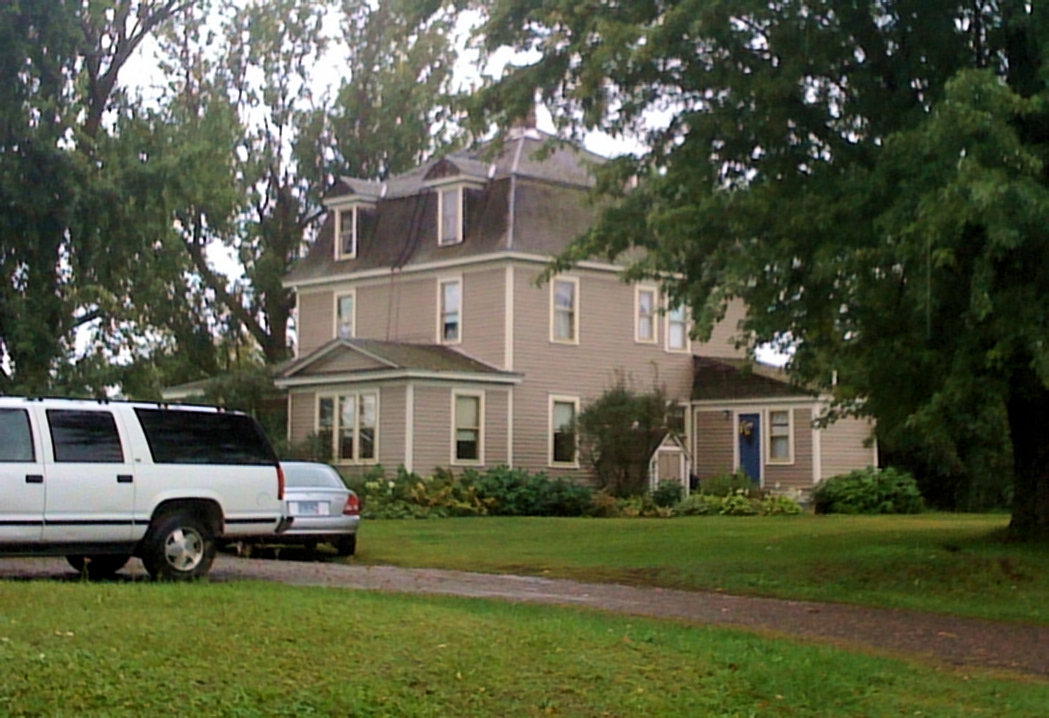
Das John Oldenburg House, gelistet im NRHP

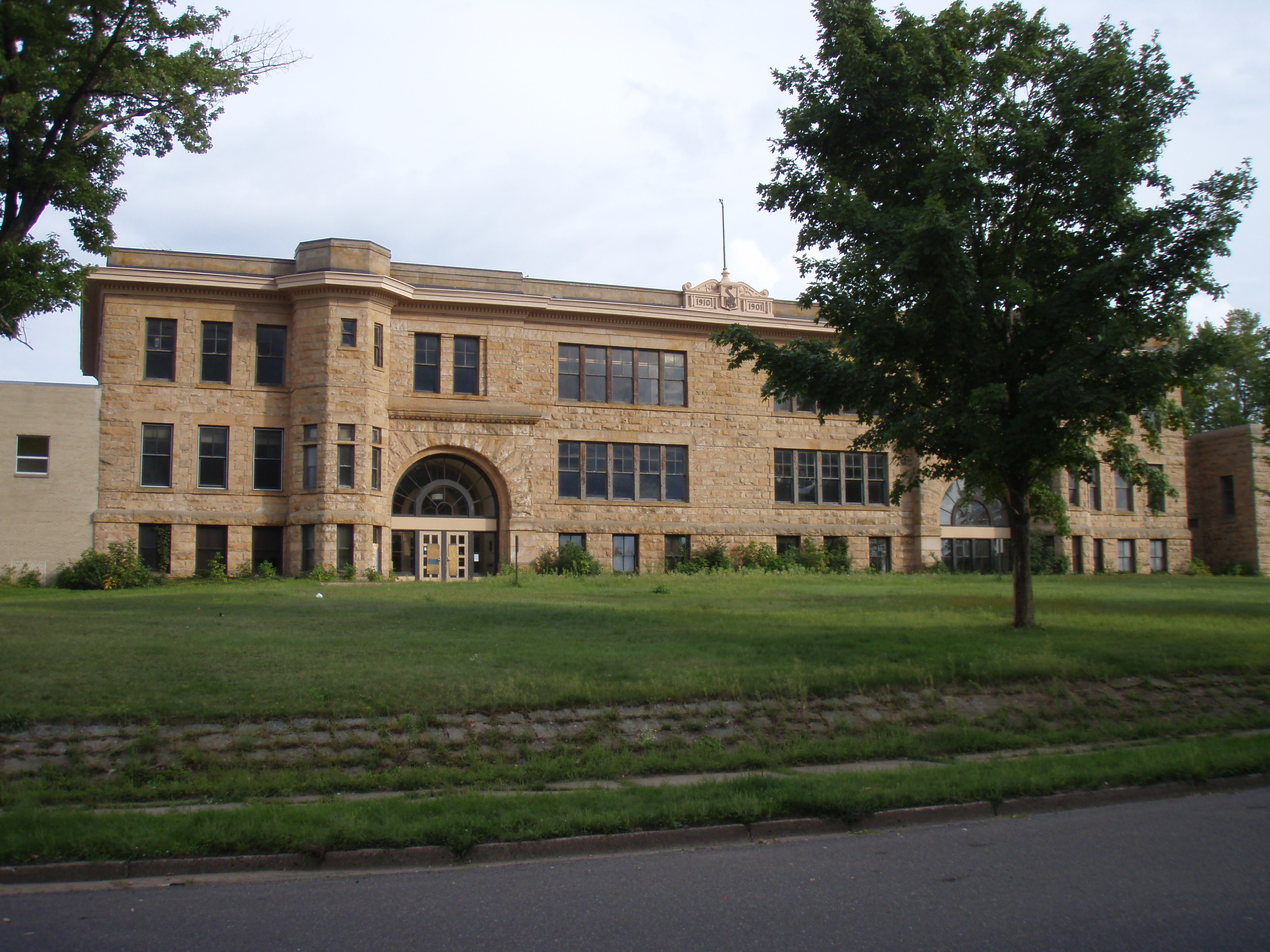
Sandstone School, gelistet im NRHP

Nach der Volkszählung im Jahr 2010 lebten im Pine County 29.750 Menschen in 11.862 Haushalten. Die Bevölkerungsdichte betrug 8,1 Einwohner pro Quadratkilometer. In den 11.862 Haushalten lebten statistisch je 2,35 Personen.
Ethnisch betrachtet setzte sich die Bevölkerung zusammen aus 92,3 Prozent Weißen, 2,2 Prozent Afroamerikanern, 3,2 Prozent amerikanischen Ureinwohnern, 0,5 Prozent Asiaten sowie aus anderen ethnischen Gruppen; 1,8 Prozent stammten von zwei oder mehr Ethnien ab. Unabhängig von der ethnischen Zugehörigkeit waren 2,5 Prozent der Bevölkerung spanischer oder lateinamerikanischer Abstammung.
21,5 Prozent der Bevölkerung waren unter 18 Jahre alt, 61,8 Prozent waren zwischen 18 und 64 und 16,7 Prozent waren 65 Jahre oder älter. 46,5 Prozent der Bevölkerung war weiblich.

Das jährliche Durchschnittseinkommen eines Haushalts lag bei 44.463 USD. Das Pro-Kopf-Einkommen betrug 21.769 USD. 15,0 Prozent der Einwohner lebten unterhalb der Armutsgrenze.

## Ortschaften im Pine County
Citys
| - Askov - Brook Park - Bruno - Denham - Finlayson | - Henriette - Hinckley - Kerrick - Pine City - Rock Creek | - Rutledge - Sandstone - Sturgeon Lake - Willow River |

Unincorporated Communities
| - Beroun - Cloverdale - Cloverton - Duquette | - Duxbury - Ellson - Friesland - Greeley | - Groningen - Kingsdale - Lake Lena - Markville | - Mission Creek - Nickerson - Pokegama - West Rock |

## Gliederung
Das Pine County ist neben den 14 Citys in 33 Townships eingeteilt:
| Township             | Einw. (2010) | FIPS     |
| -------------------- | ------------ | -------- |
| Arlone Township      | 358          | 27-02188 |
| Arna Township        | 112          | 27-02224 |
| Barry Township       | 585          | 27-03736 |
| Birch Creek Township | 233          | 27-05986 |
| Bremen Township      | 240          | 27-07552 |
| Brook Park Township  | 522          | 27-08002 |
| Bruno Township       | 184          | 27-08308 |
| Chengwatana Township | 987          | 27-11098 |
| Clover Township      | 410          | 27-12268 |
| Crosby Township      | 93           | 27-13942 |
| Danforth Township    | 78           | 27-14680 |

| Township               | Einw. (2010) | FIPS     |
| ---------------------- | ------------ | -------- |
| Dell Grove Township    | 697          | 27-15598 |
| Finlayson Township     | 456          | 27-21140 |
| Fleming Township       | 141          | 27-21248 |
| Hinckley Township      | 806          | 27-29312 |
| Kerrick Township       | 325          | 27-32930 |
| Kettle River Township  | 504          | 27-32984 |
| Mission Creek Township | 635          | 27-43486 |
| Munch Township         | 302          | 27-44764 |
| New Dosey Township     | 74           | 27-45484 |
| Nickerson Township     | 167          | 27-46132 |
| Norman Township        | 248          | 27-46618 |

| Township               | Einw. (2010) | FIPS     |
| ---------------------- | ------------ | -------- |
| Ogema Township         | 352          | 27-48148 |
| Park Township          | 37           | 27-49660 |
| Partridge Township     | 639          | 27-49876 |
| Pine City Township     | 1394         | 27-51082 |
| Pine Lake Township     | 583          | 27-51226 |
| Pokegama Township      | 2743         | 27-51784 |
| Royalton Township      | 1163         | 27-56194 |
| Sandstone Township     | 824          | 27-58414 |
| Sturgeon Lake Township | 508          | 27-63238 |
| Wilma Township         | 65           | 27-70528 |
| Windemere Township     | 1711         | 27-70780 |